# Dekanat misyjny Anchorage
Dekanat misyjny Anchorage – jeden z ośmiu dekanatów diecezji Alaski Kościoła Prawosławnego w Ameryce.
Na terytorium dekanatu znajdują się następujące parafie:
- Parafia św. Innocentego w Adaku
- Parafia św. Tichona w Anchorage
- Parafia św. Innocentego z Alaski w Anchorage
- Parafia Trójcy Świętej w Anchorage
- Parafia św. Sergiusza w Chuathbaluk
- Parafia św. Mikołaja w Eklutnej
- Parafia św. Hermana z Alaski w Fairbanks
- Parafia św. Piotra Apostoła w Nikolai
- Parafia św. Bazylego w Telidzie
- Parafia św. Mikołaja w Tyonek

Ponadto na terenie dekanatu działają dwie placówki misyjne: św. Aleksego w Anchorage i św. Rafaela z Brooklynu w Palmer.